# بخش یونین (شهرستان مرسر، اوهایو)
بخش یونین (به انگلیسی: Union Township) یک منطقهٔ مسکونی در ایالات متحده آمریکا است که در شهرستان مرسر، اوهایو واقع شده‌است.
 بخش یونین ۹۴٫۴ کیلومتر مربع مساحت و ۱٬۴۹۰ نفر جمعیت دارد و ۲۴۶ متر بالاتر از سطح دریا واقع شده‌است.